# Gesto (documentário)
Gesto é um documentário português em língua gestual, realizado e escrito por António Borges Correia. Foi exibido na Fundação Calouste Gulbenkian a 20 de setembro de 2011 e no Doclisboa a 23 de outubro do mesmo ano. Estreou-se nos cinemas a 21 de abril de 2016.

## Elenco
- António Palma Coelho
- Irina Pereira
- Vanessa Teixeira
- Alexandra Lencastre
- Adriano Luz
- José Raposo

## Rodagem
Gesto foi rodado no Centro de Educação e Desenvolvimento Jacob Rodrigues Pereira da Casa Pia de Lisboa.